# Ulf Timmermann
Pour les articles homonymes, voir Timmermann.
Ulf Timmermann, né le 1er novembre 1962 à Berlin, est un athlète allemand spécialiste du lancer du poids.
Il compte à son palmarès un titre olympique, en 1988 à Séoul, un titre de champion du monde en salle en 1987, un titre de champion d'Europe en 1990, et un titre de champion d'Europe en salle en 1987.
Il est le premier lanceur à atteindre la limite des 23 mètres au lancer du poids en établissant la marque de 23,06 m le 22 mai 1988 à La Canée. Il a détenu le record du monde du lancer du poids de 1985 à 1986, et de 1988 à 1990, et est l'actuel détenteur du record d'Europe.

## Biographie
Plusieurs fois recordman du monde du lancer du poids, il est en outre le premier lanceur à franchir la barre des 23 mètres. Il est également champion olympique lors des jeux Olympiques de 1988 à Séoul, devançant Randy Barnes dans l'un des concours les plus relevé de l'histoire.

## Palmarès

### Jeux olympiques
- Jeux olympiques de 1988 à Séoul :  Médaille d'or
- Jeux olympiques de 1992 à Barcelone : 5e

### Championnats du monde
- Championnats du monde 1983 à Helsinki :  Médaille d'argent
- Championnats du monde 1987 à Rome : 5e

### Championnats d'Europe
- Championnats d'Europe 1986 à Stuttgart :  Médaille d'argent
- Championnats d'Europe 1990 à Split :  Médaille d'or

### Championnats du monde en salle
- Championnats du monde en salle 1987 à Indianapolis :  Médaille d'or

### Championnats d'Europe en salle
- Championnats d'Europe d'athlétisme 1987 à Liévin :  Médaille d'or

## Records
- Plusieurs records du monde dont
  - record du monde en 1985 avec 22,62 mètres
  - record du monde le 22 mai 1988 avec 23,06 mètres à La Canée